# Desura
Desura foi uma software-plataforma de distribuição digital desenvolvida pela DesuraNET para Microsoft Windows, Linux e Mac OS X. Era usada para distribuir jogos eletrônicos e mídias relacionadas online, com foco primário em desenvolvedores independentes de jogos eletrônicos em vez de empresas maiores da indústria. Desura também possuia características de comunidade, oferecendo atualizações automáticas para jogos e recursos para desenvolvedores.
Desura foi a primeira plataforma para computador a ter suporte aos três sistemas operacionais principais: Linux, Mac OS X e Microsoft Windows.
Jogos presentes no Desura incluíam títulos de desenvolvedores como Frozenbyte, Frictional Games, Introversion Software, Basilisk Games, S2 Games, Linux Game Publishing, RuneSoft, Running with Scissors, Inc. e Interplay Entertainment, bem como jogos inclusos em edições do Humble Indie Bundle, além de diversos outros títulos comerciais. Eles também possuiam diversos jogos freeware e de open-source disponíveis em seu serviço.

## Características
O client Desura era fortemente atado a seu site através do uso de Chromium Embedded Framework; a maior parte de seus serviços eram fornecidos via sua interface online, com a exceção do seu inicializador de jogos, instalador e atualizações. Assim, Desura consistia de uma interface consistente que não variava dramaticamente entre sistemas.
A interface em si oferecia diversas seleções baseadas em que feature o usuário esteja querendo acessar, com jogos instalados sendo acessados pela aba "Play", jogos disponíveis para download ou compra sendo listados na aba "Games", interação entre usuários e a sua rede social virtual na aba "Community", informações e recursos para desenvolvedores de jogos na aba "Development", e suporte técnico e configurações no client na aba "Support".
Ao contrário de seus diversos competidores, Desura não impunha um tipo de gestão de direitos digitais, com funcionários do Desura tendo comentado sobre o seu uso no passado, recomendando que produtores lancem o seu conteúdo sem DRM ou pelo menos usando um sistema de CD-keys. Contudo, Desura por si é um agnóstico de DRM, permitia que desenvolvedores e distribuidores lançassem seus jogos que requeriam tais tecnologias. Na hora da compra de jogos com algum tipo de DRM, Desura notificava o usuário disto, esclarecendo como tal DRM trabalha.